# Stadt- und Landesbibliothek Dortmund

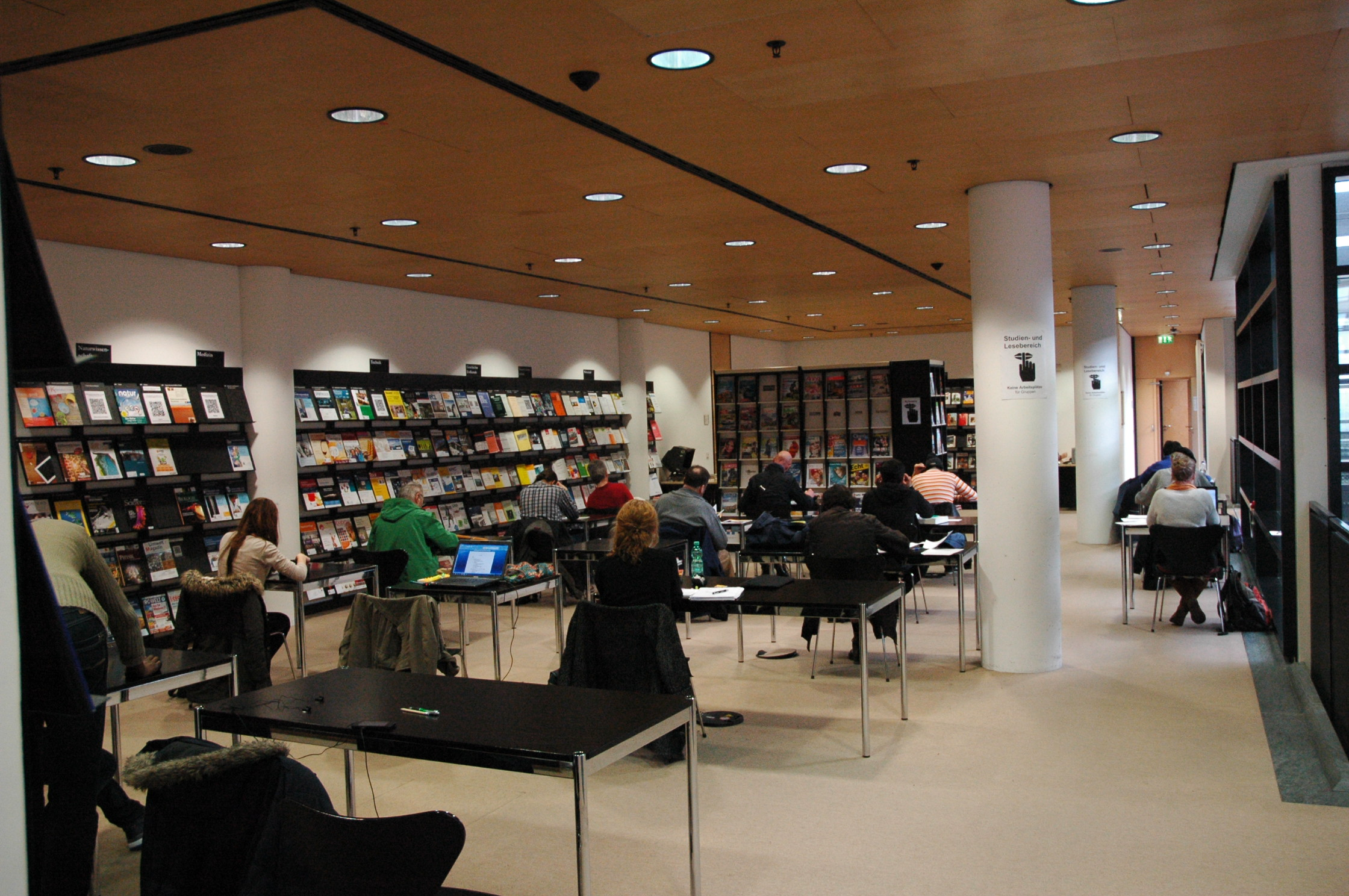
Lesesaal im zweiten Obergeschoss (2015)

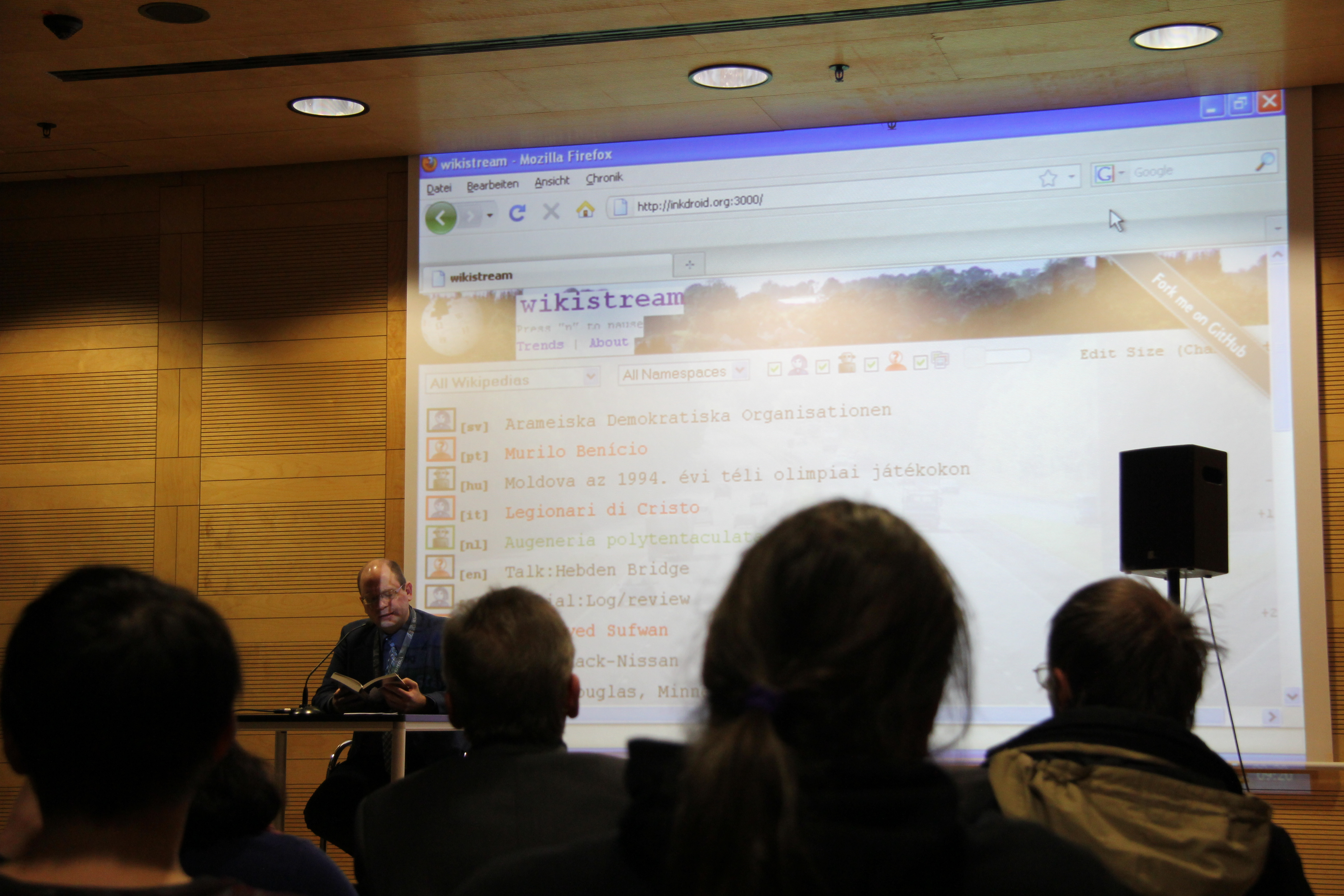
Buchlesung in Dortmund

Die Stadt- und Landesbibliothek Dortmund gehört zu den großen deutschen Bibliotheken in städtischer Trägerschaft und befindet sich zentral gelegen in der Dortmunder Innenstadt, direkt gegenüber dem Hauptbahnhof. Die Zentralbibliothek wurde vom Architekten Mario Botta aus Lugano in der Schweiz entworfen und im Mai 1999 bezogen.

## Geschichte

### 1907–1945
Mit dem Amtsantritt von Erich Schulz als erstem Direktor wurde 1907 die „Wilhelm-Auguste-Viktoria-Bücherei“ als Einheitsbibliothek (Kombination aus Volksbücherei und wissenschaftlicher Bibliothek) der Stadt Dortmund gegründet. Am 16. Mai 1908 eröffnete die Bibliothek im Obergeschoss des Neubaus am Marktplatz neben dem Rathaus. Im Erdgeschoss befand sich die Sparkasse. Zur Eröffnung hatte die Bibliothek einen Bestand von 22.000 Bänden. 1911 erhielt die Bibliothek den Untertitel „Stadtbibliothek“, dieser wurde ab 1919 alleinige offizielle Bezeichnung. Ab 1920 erfolgte ein verstärkter Funktionswandel von der Einheitsbibliothek hin zur wissenschaftlich orientierten Bibliothek. Das Gebäude erwies sich dabei schnell als zu klein, zumal die Sparkasse ab 1917 auch Teile des Obergeschosses erhielt. Ab 1921 erhielt die Bibliothek die Tuchhalle im angrenzenden Rathaus vorübergehend als Lesesaal. 1924 zog die Sparkasse aus und es stand fortan das gesamte Gebäude zur Verfügung. 1926 wurde das Westfälisch-Niederrheinische Institut für Zeitungsforschung unter Leitung von Erich Schulz gegründet. 1932 erhielt die Bibliothek den Ehrentitel „Landesbibliothek“ und nennt sich seitdem „Stadt- und Landesbibliothek“. 1940 verselbständigten sich die Städtischen Volksbüchereien.

### 1945–1999
1945 übernahm Fritz Hüser die Leitung. 1952 wurde das Institut für Zeitungsforschung in eine selbständige Einrichtung überführt. 1958 wurde das neue „Haus der Bibliotheken“, in dem die Stadt- und Landesbibliothek, die Städtischen Volksbüchereien sowie das Institut für Zeitungsforschung untergebracht waren, eröffnet. Das Gebäude befand sich in der Innenstadt zwischen Altem Markt und Wißstraße und stand lange Zeit unter Denkmalschutz, weil es sich bei dem Gebäude um Architektur handelte, die typisch für die 1950er Jahre war. Ab 1973 wurde die Bibliothek von Hedwig Bieber geleitet, als erste Leitende Bibliotheksdirektorin einer bundesdeutschen Großstadtbibliothek. Ihr zu Ehren wurde in Dortmund eine Straße nach ihr benannt. 1988 wurden Stadt- und Landesbibliothek sowie die Städtischen Volksbüchereien zusammengeschlossen.

### Seit 1999
1999 zog die Bibliothek in das neue Gebäude gegenüber dem Dortmunder Hauptbahnhof. Die Bibliothek wird seit 2016 von Johannes Borbach-Jaene geleitet.

## Bestände, Service und Dienstleistungen
Die Bestände der StLB umfassen rund eine Million Medien, davon 350.000 im Freihand- und 450.000 im Magazinbestand sowie ca. 7500 Zeitschriftentitel. Den Bibliothekskunden steht neben dem gedruckten Bestand ein umfangreiches elektronisches Angebot zur Verfügung, das E-Books, E-Zeitschriften – und Zeitungen, zahlreiche Datenbanken sowie Streamingdienste umfasst.
Der rechtswissenschaftliche Bestand der ehemaligen Verwaltungsbibliothek wurde 2014 in die allgemeine Präsenzbibliothek der Zentralbibliothek eingegliedert.
Während der gesamten Öffnungszeiten der Zentralbibliothek können sich die Bibliothekskunden telefonisch oder persönlich an den Informationstheken beraten lassen. Für Fragen zur Literaturrecherche, zu den elektronischen Angeboten und Anschaffungsvorschlägen steht auch ein Auskunftsmanagementsystem zur Verfügung (DigiAuskunft).
Die Stadt- und Landesbibliothek Dortmund bietet Einführungskurse für spezielle Zielgruppen an, z. B. für Schüler (Sekundarstufe I + II), Studierende und Lehrer, sowie Veranstaltungen, die sich an ein breiteres Publikum richten. Sie ist überregional für das umfassende Schulungsprogramm für Schüler der Sekundarstufe II bekannt, die in enger Kooperation mit regionalen Schulen stattfinden. Zusätzlich zählt zu den Angeboten ein umfassendes Programm für die Leseförderung. Die Bibliothek bietet spezielle Angebote zur Vermittlung von Informationskompetenz und Führungen durch die Sondersammlungen an.

## Digitale Bibliothek
Mit dem Suchportal Digibib plus erhalten die Bibliothekskunden die Möglichkeit, gleichzeitig den Bibliothekskatalog sowie einen Index mit elektronischen Zeitschriften, E-Books, Hochschulschriften und Volltextdatenbanken zu durchsuchen. Zudem können Titel, die nicht online zur Verfügung stehen, oder in der Bibliothek vorhanden sind, können sofort per Fernleihe bestellt werden.
Zum Bibliotheksbestand zählen sehr viele Fach-E-Books zu unterschiedlichen Sachgebieten und DRM geschützte E-Books im Bereich Belletristik (Onleihe). Die elektronischen Ressourcen stehen auch für den Zugriff von zu Hause aus bereit. Voraussetzung ist der authentifizierte Zugriff mit gültiger Ausweisnummer und PIN.

## Handschriftenabteilung / Westfälisches Handschriftenarchiv
In der Handschriftenabteilung werden Nachlässe, Handschriften, Frühdrucke, Bildnisse und Briefe (Autographe) erschlossen und betreut. Der Bestand umfasst:
- ca. 25.000 Einzelautographen
- 102 Nachlässe und Sammlungen von Schriftstellern
- 40 Handschriften des Mittelalters
- 64 Inkunabeln (erste Buchdrucke)

- ca. 2000 Frühdrucke aus der Zeit von 1500 bis 1850.
- ca. 300 historische Landkarten aus der Zeit des 16. bis 18. Jahrhunderts
- ca. 8000 Porträts, Stiche, Fotos, Holzschnitte und Städteansichten

Bedeutende Nachlässe oder Teilnachlässe sind etwa die von Julius Hart, Ludwig Bäte, August Scholtis, Annette von Droste-Hülshoff oder Ferdinand Freiligrath.
Zur Handschriftenabteilung gehört auch das Nelly-Sachs-Archiv, in dem die gedruckten und handschriftlichen Dokumente der Träger des Kulturpreises der Stadt Dortmund (Nelly-Sachs-Preis) aufbewahrt werden.

## Artothek
Hier können Graphiken, Aquarelle, Skulpturen und Zeichnungen für ein Vierteljahr für die eigene Wohnung ausgeliehen werden.
Das Angebot der Artothek insgesamt:
- die Ausleihe von 1300 Exponaten zeitgenössischer Kunst regionaler, nationaler und internationaler Künstler in vielen Stilrichtungen und Techniken (größtenteils Graphiken);
- wechselnde Kunstausstellungen regionaler Künstler;
- Gespräche mit den Künstlern;
- Kauf der Exponate aus den Ausstellungen (nicht aus dem Artotheksbestand).

## Dortmunder Autorendokumentation

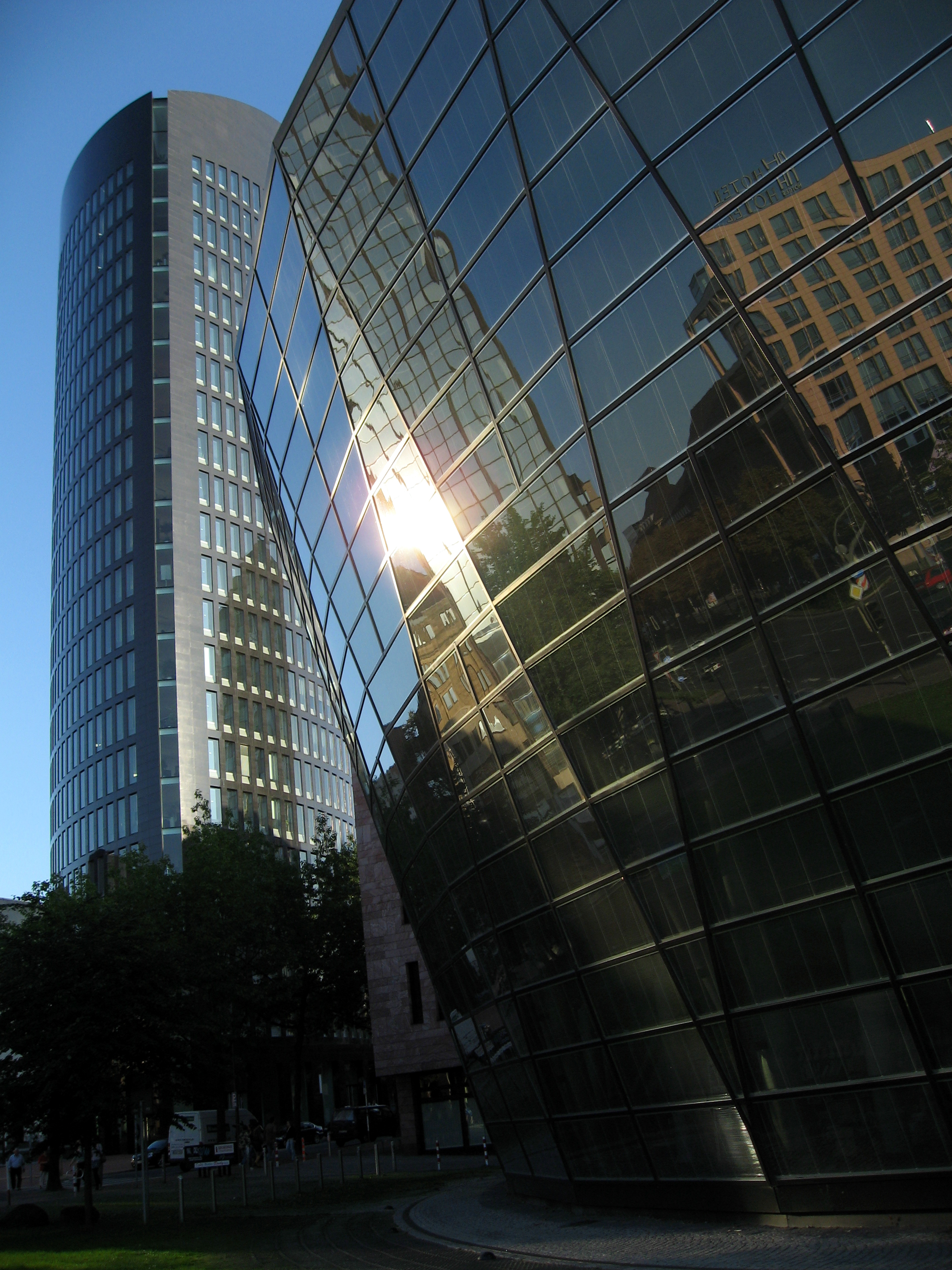
Spiegelungen in der Glasfassade des Freihandbereichs

Die Dortmunder Autorendokumentation (DAD) sammelte seit über 50 Jahren Rezensionen zu Autoren und ihren Werken.
Es wurden laufend mehr als 40 deutschsprachige Tages- und Wochenzeitungen sowie Zeitschriften ausgewertet. Die Arbeit in der DAD wurde 2014 eingestellt. Der Bestand der DAD wurde 2015 durch das Deutsche Literaturarchiv Marbach übernommen. Die Dokumentationen zu den Autoren der Literatur der Arbeitswelt befinden sich seither im Fritz-Hüser-Institut für Literatur und Kultur der Arbeitswelt in Dortmund.

## Mobiler Bibliotheksdienst
Der Mobile Bibliotheksdienst versorgt Bibliothekskunden, die aus Krankheits- oder Altersgründen die Bibliothek nicht selbst aufsuchen können, mit Büchern, Hörbüchern und anderen Medien der Stadt- und Landesbibliothek.

## Stadtteilbibliotheken
Die Stadt- und Landesbibliothek Dortmund hat neben der Zentralbibliothek in der Dortmunder Innenstadt noch neun weitere Standorte in den Dortmunder Stadtteilen. Diese befinden sich in Aplerbeck, Brackel, Eving, Hörde, Hombruch, Huckarde, Lütgendortmund, Mengede und Scharnhorst.
Neben der Literaturversorgung können die Kunden hier auch auf alle elektronischen Angebote der Stadt- und Landesbibliothek Dortmund zugreifen.
Zwischen den Bibliotheken findet zudem auch ein Leihverkehr statt, sodass Kunden gewünschte Medien an den nächstgelegenen Standort bestellen können.